# Алексија Путељас
Алексија Путељас и Сегура (кат. Alèxia Putellas i Segura, шп. Alexia Putellas Segura; Мољет дел Ваљес, 4. фебруар 1994) шпанска је фудбалерка која игра на позицији везног играча. Тренутно наступа за Барселону и за репрезентацију Шпаније.
Каријеру је почела у Еспањолу и Левантеу, а 2012. године је прешла у Барселону чији је капитен. Била је најбољи играч и најбољи стрелац Лиге шампиона у сезони 2020/21. која је припала Барселони. Након тога освајала је титулу првака Европе још два пута.
На репрезентативном нивоу, Путељас је пре свега освојила четири титуле са млађим селекцијама Шпаније, од којих су две биле златне медаље. За сениорску репрезентацију Шпаније дебитовала је 2013. године. Освојила је Светско првенство 2023.

## Трофеји
Еспањол
- Куп Шпаније: 2010.
- Куп Каталоније: 2008.

Барселона
- Прва лига Шпаније: 2012/13, 2013/14, 2014/15, 2019/20, 2020/21, 2021/22, 2022/23, 2023/24.
- УЕФА Лига шампиона: 2020/21, 2022/23, 2023/24.
- Куп Шпаније: 2013, 2014, 2017, 2018, 2019/20, 2020/21, 2021/22, 2023/24.
- Суперкуп Шпаније: 2019/20, 2021/22.
- Куп Каталоније: 2012, 2014, 2015, 2016, 2017, 2018, 2019.

Шпанија
- Светско првенство: 2023.
- УЕФА Лига нација: 2023/24.